# サン＝ポル伯
サン＝ポル伯（フランス語：Comté de Saint-Pol）は、現在のパ＝ド＝カレー県のテルノワ地域を支配したフランスの伯爵。アルトワ伯領およびブローニュ伯領の間に位置し、その名は首都であったサン＝ポル＝シュル＝テルノワーズからつけられた。サン＝ポル＝シュル＝テルノワーズはもともと広く深い堀に囲まれた、二つの高い城からなる要塞を起源とする。

## 歴代サン＝ポル伯

### カンダヴェン家（Maison de Campdavaine）
- ロジェ（1031年 - 1067年） - 出自不詳。初代サン＝ポル伯。アドウィド（Hadwide）と結婚し、マナセとロベールを儲けた。妻アドウィドおよびロベールは1051年以前に死去し、マナセも1051年から1067年の間に死去した。
- ユーグ1世（1067年 - 1070年） - アルドル司祭ランベール（Lambert d'Ardres）の記述でのみ存在が確認できる[1]。1060年にクレマンスと結婚し、ギー、ユーグ、ウスタシュの3人の息子をもうけた。クレマンスはロジェの娘で、ユーグ自身はポンティユー家の出身とも考えられている[2]。1078年11月25日、教皇グレゴリウス7世はユーグ1世の3人の息子に「サン＝ポル伯」の称号を与えた。
- ギー1世（1070年 - 1083年） - ユーグ1世の子。継承時は年少であったため、母の再婚相手アルドル男爵アルノールが摂政をつとめた。1083年、未婚のまま死去、弟ユーグ2世が伯位を継承した。
- ユーグ2世（1070/83年 - 1118/30年） - ギー1世の弟、エリセンド・ド・ポンティユーおよびマルグリット・ド・クレルモンと結婚。
- ユーグ3世（1118/30年 - 1141年） - ユーグ2世の子
- アンゲラン（1141年 - 1150年） - ユーグ3世の長男、1150年にアヴェーヌ領主ニコラの娘と結婚したすぐ後に死去、長弟ユーグはその数日前に死去していたため、次弟アンセルムが跡を継いだ。
- アンセルム（1150年 - 1165年） - ユーグ3世の三男
- ユーグ4世（1165年 - 1205年） - アンセルムの子、エノー伯ボードゥアン4世の娘ヨランドと結婚。
- エリザベート - ユーグ4世の娘で女子相続人（1180年 - 1212年）。	ゴーシェ3世・ド・シャティヨンと結婚。

### シャティヨン家
- ゴーシェ3世（1205年 - 1219年） - 1196年にユーグ4世の娘エリザベートと結婚
- ギー2世（1219年 - 1226年） - ヌヴェール女伯、オセール女伯およびトネール女伯アニェス2世（エルヴェ4世・ド・ドンジーの娘）と結婚
- ユーグ5世（1226年 - 1248年） - ブロワ女伯マリー・ダヴェーヌと結婚
- ギー3世（1248年 - 1289年） - 1254年にマティルド・ド・ブラバン（1224年 - 1288年）と結婚
- ユーグ6世（1289年 - 1292年） - 1292年よりブロワ伯
- ギー4世（1292年 - 1317年） - 1292年にマリー・ド・ブルターニュと結婚
- ジャン（1317年 - 1344年） - 1319年にジャンヌ・ド・フィエンヌと結婚
- ギー5世（1344年 - 1360年） - 1292年にジャンヌ・ド・リュクサンブール＝リニーと結婚
- マオー（1360年 - 1378年）- 1354年にリニー伯ギー・ド・リュクサンブールと結婚

### リュクサンブール＝リニー家
- ギー（1360年 - 1371年）
- ワレラン3世（1371年 - 1415年）
- フィリップ（1415年 - 1430年） - ブラバント公およびリンブルフ公。アントワーヌ・ド・ブルゴーニュとワレラン3世の娘ジャンヌの子
- ジャンヌ（1430年）
- ピエール1世（1430年 - 1433年）
- ルイ（1433年 - 1475年）
- ピエール2世（1475年 - 1482年）
- マリー1世（1482年 - 1547年） - 1460年にローモン伯ジャックと結婚、1487年にヴァンドーム伯フランソワと再婚。

### ブルボン＝ヴァンドーム家
- フランソワ1世（2世） - マリー1世とヴァンドーム伯フランソワの子。エストゥトヴィル女公アドリエンヌと結婚。
- フランソワ2世（3世） - フランソワ1世（2世）の子。1546年に10歳で没。
- マリー2世 - フランソワ2世（3世）の妹。最初にソワソン伯ジャン（ヴァンドーム公シャルルの子）と結婚。1560年にヌヴェール公フランソワ1世と結婚。1563年にロングヴィル公レオノールと結婚。

### オルレアン＝ロングヴィル家
- フランソワ3世（4世）- マリー2世とロングヴィル公レオノールの子
- アンリ2世 - ロングヴィル公
- ジャン・ルイ - ロングヴィル公
- シャルル・パリ - ロングヴィル公
- ジャン・ルイ（再位）
- マリー - アンリ2世の娘

マリーは1705年11月17日に、エピノワ公ルイ1世・ド・ムランの寡婦エリザベート・テレーズ・ド・ロレーヌ（ジョワイユーズ公フランソワ・マリー・ド・ロレーヌの娘）にサン＝ポル伯領を売却した。

### ムラン家およびロアン＝スービーズ家
- エリザベート・テレーズ・ド・ロレーヌ
- ルイ2世・ド・ムラン - エリザベート・テレーズ・ド・ロレーヌとエピノワ公ルイ1世・ド・ムランの子
- シャルル・ド・ロアン＝スービーズ - ルイ2世・ド・ムランの甥、エリザベート・テレーズ・ド・ロレーヌの外孫